# Liste des conseillers départementaux de la Moselle
Pour un article plus général, voir Conseil départemental de la Moselle.

## Composition duconseil départemental de la Moselle(2021-2028)
Le conseil départemental de la Moselle comprend 54 conseillers départementaux issus des 27 cantons de la Moselle.
| Président du conseil départemental   |       |       |      |                                |
| Patrick Weiten (DVD)                 |       |       |      |                                |
| Parti                                | Sigle | Sigle | Élus | Groupes                        |
| Majorité (37 sièges)                 |       |       |      |                                |
| Union des démocrates et indépendants |       | UDI   | 12   | Indépendants de Moselle        |
| Divers droite                        |       | DVD   | 9    | Indépendants de Moselle        |
| Mouvement radical                    |       | MR    | 1    | Indépendants de Moselle        |
| Mouvement démocrate                  |       | MoDem | 1    | Indépendants de Moselle        |
| Les Républicains                     |       | LR    | 1    | Indépendants de Moselle        |
| Les Républicains                     |       | LR    | 13   | Les Républicains et apparentés |
| Opposition (14 sièges)               |       |       |      |                                |
| Parti socialiste                     |       | PS    | 14   | Socialiste et apparentés       |
| La République en marche              |       | LREM  | 2    | Non-inscrits                   |
| Divers droite                        |       | DVD   | 1    | Non-inscrits                   |

## Mandature (2021-2028)
| Canton                 | Conseiller départemental | Parti | Parti |
| ---------------------- | ------------------------ | ----- | ----- |
| Algrange               | Alexandra Rebstock Pinna |       | DVC   |
| Algrange               | Mathieu Weis             |       | DVD   |
| Bitche                 | Sophie Pastor            |       | DVC   |
| Bitche                 | David Suck               |       | MR    |
| Boulay-Moselle         | Jean-Paul Dastillung     |       | UDI   |
| Boulay-Moselle         | Ginette Magras           |       | LR    |
| Bouzonville            | Estelle Bohr             |       | LR    |
| Bouzonville            | Armel Chabane            |       | LR    |
| Les Coteaux de Moselle | Jean François            |       | LR    |
| Les Coteaux de Moselle | Bernadette Lapaque       |       | LR    |
| Fameck                 | Rémy Dick                |       | LR    |
| Fameck                 | Laurence Kléber          |       | DVD   |
| Faulquemont            | Marie-Elisabeth Becker   |       | DVD   |
| Faulquemont            | Jean-Luc Saccani         |       | DVD   |
| Forbach                | Christelle Loria-Manck   |       | DVD   |
| Forbach                | Gilbert Schuh            |       | UDI   |
| Freyming-Merlebach     | Léonce Henriette Celka   |       | MR    |
| Freyming-Merlebach     | Laurent Muller           |       | LR    |
| Hayange                | Nathalie Ambrosin-Chini  |       | PS    |
| Hayange                | Luc Corradi              |       | DVG   |
| Metz-1                 | Patrick Thil             |       | LR    |
| Metz-1                 | Doan Tran                |       | DVD   |
| Metz-2                 | Patricia Arnold          |       | DVD   |
| Metz-2                 | Khalifé Khalifé          |       | LR    |
| Metz-3                 | Emmanuel Lebeau          |       | DVD   |
| Metz-3                 | Anne Stemart             |       | LR    |
| Metzervisse            | Pierre Tacconi           |       | MR    |
| Metzervisse            | Magaly Tonin             |       | LR    |
| Montigny-lès-Metz      | Marie-Louise Kuntz       |       | LR    |
| Montigny-lès-Metz      | Jean-Luc Bohl            |       | UDI   |
| Le Pays messin         | Patrick Grélot           |       | DVD   |
| Le Pays messin         | Marie-Jo Zimmermann      |       | DVD   |
| Phalsbourg             | Véréna Fogel-Gossé       |       | DVD   |
| Phalsbourg             | Patrick Reichheld        |       | UDI   |
| Rombas                 | Danielle Calcari-Jean    |       | DVG   |
| Rombas                 | Lionel Fournier          |       | PS    |
| Saint-Avold            | Flora Pili               |       | DVC   |
| Saint-Avold            | Emmanuel Schuler         |       | DVC   |
| Sarralbe               | Laurence Borysiak        |       | UDI   |
| Sarralbe               | Pierre Jean Didiot       |       | UDI   |
| Sarrebourg             | Christine Herzog         |       | DVD   |
| Sarrebourg             | Bernard Simon            |       | DVD   |
| Sarreguemines          | Jean-Claude Cunat        |       | UDI   |
| Sarreguemines          | Évelyne Firtion          |       | DVD   |
| Le Saulnois            | Gaëtan Benimeddourene    |       | LR    |
| Le Saulnois            | Sylvie Bouschbacher      |       | DVD   |
| Le Sillon mosellan     | Julien Freyburger        |       | LR    |
| Le Sillon mosellan     | Valérie Romilly          |       | DVD   |
| Stiring-Wendel         | Élisabeth Haag           |       | DVD   |
| Stiring-Wendel         | Constant Kieffer         |       | LR    |
| Thionville             | Pierre Cuny              |       | DVD   |
| Thionville             | Brigitte Schneider       |       | DVD   |
| Yutz                   | Patrick Weiten           |       | UDI   |
| Yutz                   | Rachel Zirovnik          |       | UDI   |

## Mandature (2015-2021)

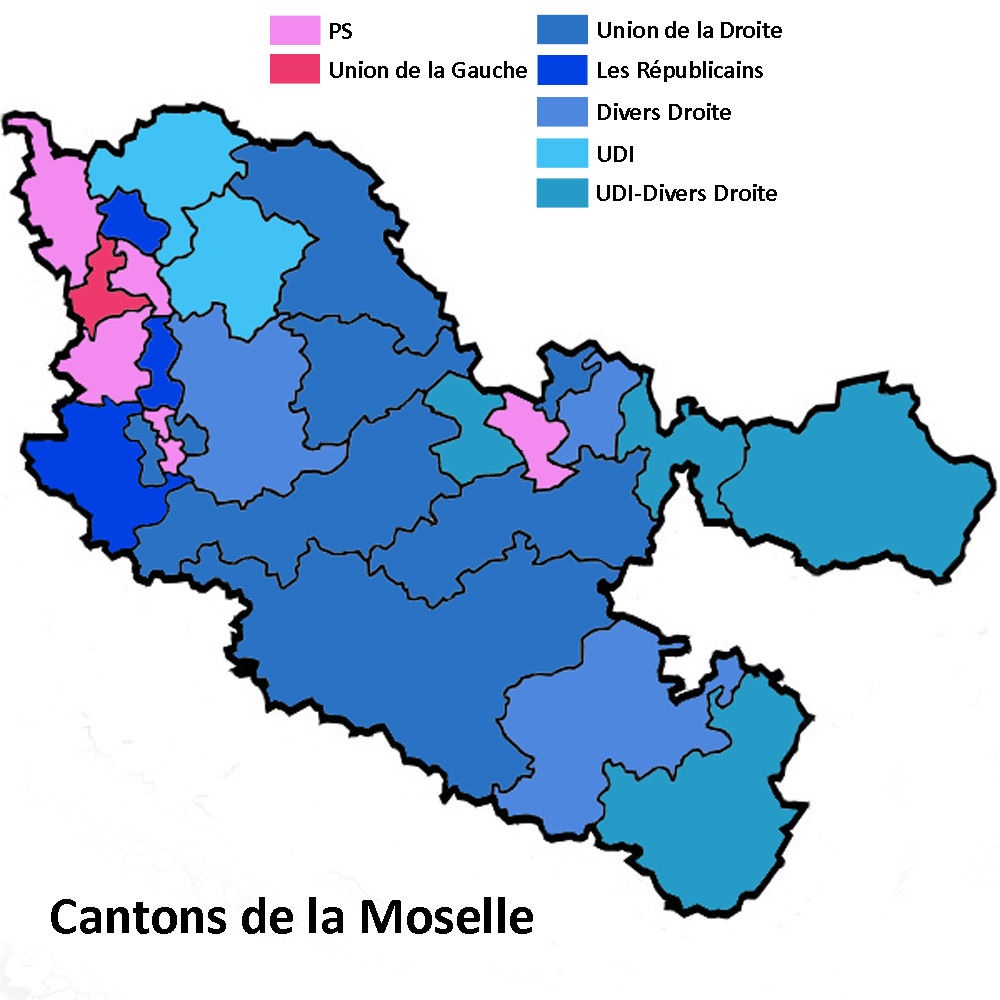
Carte des étiquettes politiques des binômes de conseillers départementaux de la Moselle.

| Canton                 | Conseiller départemental    | Parti | Parti |
| ---------------------- | --------------------------- | ----- | ----- |
| Algrange               | Éraldo Marroni              |       | PS    |
| Algrange               | Peggy Mazzero               |       | PS    |
| Bitche                 | Anne Mazuy-Harter           |       | DVD   |
| Bitche                 | David Suck                  |       | MR    |
| Boulay-Moselle         | Jean-Paul Dastillung        |       | UDI   |
| Boulay-Moselle         | Ginette Magras              |       | LR    |
| Bouzonville            | Katia Muller                |       | UDI   |
| Bouzonville            | Laurent Steichen            |       | UDI   |
| Les Coteaux de Moselle | Jean François               |       | LR    |
| Les Coteaux de Moselle | Bernadette Lapaque          |       | LR    |
| Fameck                 | Clément Arnould             |       | PS    |
| Fameck                 | Michèle Bey                 |       | PS    |
| Faulquemont            | Danièle Jager-Weber         |       | DVD   |
| Faulquemont            | François Lavergne           |       | LR    |
| Forbach                | Carmen Diligent             |       | LR    |
| Forbach                | Gilbert Schuh               |       | UDI   |
| Freyming-Merlebach     | Françoise Goldite           |       | PS    |
| Freyming-Merlebach     | Laurent Kleinhentz          |       | PS    |
| Hayange                | Nathalie Ambrosin-Chini     |       | PS    |
| Hayange                | Luc Corradi                 |       | DVG   |
| Metz-1                 | Dominique Gros              |       | PS    |
| Metz-1                 | Patricia Sallusti           |       | PS    |
| Metz-2                 | Patricia Arnold             |       | DVD   |
| Metz-2                 | Denis Jacquat               |       | LR    |
| Metz-3                 | Sébastien Koenig            |       | PS    |
| Metz-3                 | Sélima Saadi                |       | PS    |
| Metzervisse            | Isabelle Rauch              |       | LREM  |
| Metzervisse            | Pierre Zenner               |       | UDI   |
| Montigny-lès-Metz      | Marie-Louise Kuntz          |       | LR    |
| Montigny-lès-Metz      | Lucien Vetsch               |       | UDI   |
| Le Pays messin         | Martine Gillard             |       | UDI   |
| Le Pays messin         | Jean-Louis Masson           |       | DVD   |
| Phalsbourg             | Nicole Pierrard             |       | DVD   |
| Phalsbourg             | Patrick Reichheld           |       | UDI   |
| Rombas                 | Danielle Calcari-Jean       |       | DVG   |
| Rombas                 | Lionel Fournier             |       | PS    |
| Saint-Avold            | Patricia Boeglen            |       | MoDem |
| Saint-Avold            | André Wojciechowski         |       | LR    |
| Sarralbe               | Claude Bitte                |       | LR    |
| Sarralbe               | Sonya Cristinelli-Fraiboeuf |       | LR    |
| Sarrebourg             | Christine Herzog            |       | DVD   |
| Sarrebourg             | Bernard Simon               |       | DVD   |
| Sarreguemines          | Jean-Claude Cunat           |       | UDI   |
| Sarreguemines          | Évelyne Firtion             |       | DVD   |
| Le Saulnois            | Jeannine Berviller          |       | UDI   |
| Le Saulnois            | Fernand Lormant             |       | LR    |
| Le Sillon mosellan     | Julien Freyburger           |       | LR    |
| Le Sillon mosellan     | Valérie Romilly             |       | DVD   |
| Stiring-Wendel         | Élisabeth Haag              |       | DVD   |
| Stiring-Wendel         | Constant Kieffer            |       | LR    |
| Thionville             | Pauline Lapointe-Zordan     |       | LR    |
| Thionville             | Olivier Rech                |       | LREM  |
| Yutz                   | Patrick Weiten              |       | UDI   |
| Yutz                   | Rachel Zirovnik             |       | UDI   |

## Mandature (2011-2015)
| Canton                             | Circ* | Conseiller général       | Parti | Série |
| ---------------------------------- | ----- | ------------------------ | ----- | ----- |
| Arrondissement de Boulay-Moselle   |       |                          |       |       |
| Canton de Boulay-Moselle           | 7     | André Boucher            | DVD   | 2011  |
| Canton de Bouzonville              | 8     | Clément Larcher          | UMP   | 2008  |
| Canton de Faulquemont              | 7     | François Lavergne        | UMP   | 2008  |
| Arrondissement de Château-Salins   |       |                          |       |       |
| Canton d’Albestroff                | 4     | Alain Pattar             | UDI   | 2008  |
| Canton de Château-Salins           | 4     | Claude Cornet            | DVD   | 2011  |
| Canton de Delme                    | 4     | Brice Lerond             | DVD   | 2011  |
| Canton de Dieuze                   | 4     | Fernand Lormant          | UMP   | 2008  |
| Canton de Vic-sur-Seille           | 4     | Philippe Leroy           | UMP   | 2011  |
| Arrondissement de Forbach          |       |                          |       |       |
| Canton de Behren-lès-Forbach       | 6     | Jean-Bernard Martin      | PS    | 2008  |
| Canton de Forbach                  | 6     | Marie-Antoinette Gérolt  | PS    | 2011  |
| Canton de Freyming-Merlebach       | 6     | Laurent Kleinhentz       | PS    | 2011  |
| Canton de Grostenquin              | 7     | Claude Bitte             | UMP   | 2008  |
| Canton de Saint-Avold-1            | 7     | Fabrice Boucher          | DVG   | 2008  |
| Canton de Saint-Avold-2            | 7     | Jean Schuler             | UMP   | 2011  |
| Canton de Stiring-Wendel           | 6     | Jean-Claude Holtz        | DVD   | 2011  |
| Arrondissement de Metz-Campagne    |       |                          |       |       |
| Canton d'Ars-sur-Moselle           | 2     | Jean-Claude Wannenmacher | PS    | 2011  |
| Canton de Maizières-lès-Metz       | 1     | Aurélie Filippetti       | PS    | 2011  |
| Canton de Marange-Silvange         | 1     | Marcel Klammers          | PS    | 2011  |
| Canton de Montigny-lès-Metz        | 2-3   | Lucien Vetsch            | UDI   | 2011  |
| Canton de Pange                    | 3     | Bernard Hertzog          | UMP   | 2008  |
| Canton de Rombas                   | 8     | Lionel Fournier          | PS    | 2011  |
| Canton de Verny                    | 2     | Jean François            | UMP   | 2008  |
| Canton de Vigy                     | 3     | Jean-Louis Masson        | DLR   | 2008  |
| Canton de Woippy                   | 1     | Marie-Louise Kuntz       | UMP   | 2011  |
| Arrondissement de Metz-Ville       |       |                          |       |       |
| Canton de Metz-Ville-1             | 1     | Dominique Gros           | PS    | 2011  |
| Canton de Metz-Ville-2             | 3     | Denis Jacquat            | UMP   | 2011  |
| Canton de Metz-Ville-3             | 3     | Nathalie Griesbeck       | MD    | 2008  |
| Canton de Metz-Ville-4             | 2     | Jean-Michel Toulouze     | PS    | 2008  |
| Arrondissement de Sarrebourg       |       |                          |       |       |
| Canton de Fénétrange               | 4     | Alfred Poirot            | UMP   | 2008  |
| Canton de Lorquin                  | 4     | Emmanuel Riehl           | UDI   | 2011  |
| Canton de Phalsbourg               | 4     | Patrick Reichheld        | UDI   | 2008  |
| Canton de Réchicourt-le-Château    | 4     | André Perrin             | UDI   | 2008  |
| Canton de Sarrebourg               | 4     | Jean-Pierre Spreng       | UMP   | 2011  |
| Arrondissement de Sarreguemines    |       |                          |       |       |
| Canton de Bitche                   | 5     | Gérard Humbert           | UDI   | 2011  |
| Canton de Rohrbach-lès-Bitche      | 5     | Daniel Zintz             | UMP   | 2008  |
| Canton de Sarralbe                 | 5     | Alex Staub               | UMP   | 2008  |
| Canton de Sarreguemines            | 5     | Jean-Claude Cunat        | UDI   | 2011  |
| Canton de Sarreguemines-Campagne   | 5     | Jean Karmann             | DVD   | 2011  |
| Canton de Volmunster               | 5     | David Suck               | UDI   | 2008  |
| Arrondissement de Thionville-Est   |       |                          |       |       |
| Canton de Cattenom                 | 9     | Michel Paquet            | DVD   | 2011  |
| Canton de Metzervisse              | 8     | Jean-Pierre La Vaullée   | PS    | 2008  |
| Canton de Sierck-les-Bains         | 9     | Jean-Marie Blanchet      | UMP   | 2008  |
| Canton de Thionville-Est           | 9     | Isabelle Rauch           | UDI   | 2008  |
| Canton de Thionville-Ouest         | 9     | Bertrand Mertz           | PS    | 2008  |
| Canton d'Yutz                      | 9     | Patrick Weiten           | UDI   | 2011  |
| Arrondissement de Thionville-Ouest |       |                          |       |       |
| Canton d’Algrange                  | 10    | René Gori                | PS    | 2011  |
| Canton de Fameck                   | 8     | Clément Arnould          | PS    | 2011  |
| Canton de Florange                 | 10    | Philippe Tarillon        | PS    | 2008  |
| Canton de Fontoy                   | 10    | Jacky Aliventi           | PS    | 2011  |
| Canton d'Hayange                   | 10    | Philippe David           | PS    | 2008  |
| Canton de Moyeuvre-Grande          | 10    | Luc Corradi              | PCF   | 2008  |

## Mandature (2008-2011)
| Canton                             | Circ* | Conseiller général       | Parti |
| ---------------------------------- | ----- | ------------------------ | ----- |
| Arrondissement de Boulay-Moselle   |       |                          |       |
| Canton de Boulay-Moselle           | 7     | André Boucher            | DVD   |
| Canton de Bouzonville              | 8     | Clément Larcher          | UMP   |
| Canton de Faulquemont              | 7     | François Lavergne        | UMP   |
| Arrondissement de Château-Salins   |       |                          |       |
| Canton d’Albestroff                | 4     | Alain Pattar             | DVG   |
| Canton de Château-Salins           | 4     | Claude Cornet            | DVD   |
| Canton de Delme                    | 4     | Brice Lerond             | UMP   |
| Canton de Dieuze                   | 4     | Fernand Lormant          | UMP   |
| Canton de Vic-sur-Seille           | 4     | Philippe Leroy           | UMP   |
| Arrondissement de Forbach          |       |                          |       |
| Canton de Behren-lès-Forbach       | 6     | Jean-Bernard Martin      | PS    |
| Canton de Forbach                  | 6     | Laurent Kalinowski       | PS    |
| Canton de Freyming-Merlebach       | 6     | Laurent Kleinhentz       | PS    |
| Canton de Grostenquin              | 7     | Claude Bitte             | UMP   |
| Canton de Saint-Avold-1            | 7     | Fabrice Boucher          | DVG   |
| Canton de Saint-Avold-2            | 7     | Jean Schuler             | UMP   |
| Canton de Stiring-Wendel           | 6     | Jean-Claude Holtz        | DVD   |
| Arrondissement de Metz-Campagne    |       |                          |       |
| Canton d’Ars-sur-Moselle           | 2     | Jean-Claude Wannenmacher | PS    |
| Canton de Maizières-lès-Metz       | 1     | Gérard Terrier           | PS    |
| Canton de Marange-Silvange         | 1     | Marcel Klammers          | PS    |
| Canton de Montigny-lès-Metz        | 2-3   | Jean-Luc Bohl            | -     |
| Canton de Pange                    | 3     | Bernard Hertzog          | UMP   |
| Canton de Rombas                   | 8     | Jean Kiffer              | -     |
| Canton de Verny                    | 2     | Jean François            | UMP   |
| Canton de Vigy                     | 3     | Jean-Louis Masson        | DVD   |
| Canton de Woippy                   | 1     | Jean-Claude Théobald     | -     |
| Arrondissement de Metz-Ville       |       |                          |       |
| Canton de Metz-Ville-1             | 1     | Dominique Gros           | PS    |
| Canton de Metz-Ville-2             | 3     | Christiane Pallez        | -     |
| Canton de Metz-Ville-3             | 3     | Nathalie Griesbeck       | MD    |
| Canton de Metz-Ville-4             | 2     | Jean-Michel Toulouze     | PS    |
| Arrondissement de Sarrebourg       |       |                          |       |
| Canton de Fénétrange               | 4     | Alfred Poirot            | UMP   |
| Canton de Lorquin                  | 4     | Jean-Luc Chaigneau       | -     |
| Canton de Phalsbourg               | 4     | Patrick Reichheld        | UMP   |
| Canton de Réchicourt-le-Château    | 4     | André Perrin             | DVD   |
| Canton de Sarrebourg               | 4     | Jean-Pierre Spreng       | UMP   |
| Arrondissement de Sarreguemines    |       |                          |       |
| Canton de Bitche                   | 5     | Gilbert Maurer           | PS    |
| Canton de Rohrbach-lès-Bitche      | 5     | Daniel Zintz             | UMP   |
| Canton de Sarralbe                 | 5     | Alex Staub               | UMP   |
| Canton de Sarreguemines            | 5     | Jean-Marie Buchleit      | UMP   |
| Canton de Sarreguemines-Campagne   | 5     | Jean Karmann             | DVD   |
| Canton de Volmunster               | 5     | David Suck               | NC    |
| Arrondissement de Thionville-Est   |       |                          |       |
| Canton de Cattenom                 | 9     | René Baryga              | PS    |
| Canton de Metzervisse              | 8     | Jean-Pierre La Vaullée   | PS    |
| Canton de Sierck-les-Bains         | 9     | Jean-Marie Blanchet      | UMP   |
| Canton de Thionville-Est           | 9     | Isabelle Rauch           | PS    |
| Canton de Thionville-Ouest         | 9     | Bertrand Mertz           | PS    |
| Canton d’Yutz                      | 9     | Patrick Weiten           | DVD   |
| Arrondissement de Thionville-Ouest |       |                          |       |
| Canton d’Algrange                  | 10    | René Gori                | PS    |
| Canton de Fameck                   | 8     | Clément Arnould          | PS    |
| Canton de Florange                 | 10    | Philippe Tarillon        | PS    |
| Canton de Fontoy                   | 10    | Jacky Aliventi           | PS    |
| Canton d'Hayange                   | 10    | Philippe David           | PS    |
| Canton de Moyeuvre-Grande          | 10    | Luc Corradi              | PCF   |

## Mandature (2004-2008)
| Canton                             | Circ* | Conseiller général       | Parti |
| ---------------------------------- | ----- | ------------------------ | ----- |
| Arrondissement de Boulay-Moselle   |       |                          |       |
| Canton de Boulay-Moselle           | 7     | André Boucher            | DVD   |
| Canton de Bouzonville              | 8     | Clément Larcher          | UMP   |
| Canton de Faulquemont              | 7     | François Lavergne        | UMP   |
| Arrondissement de Château-Salins   |       |                          |       |
| Canton d’Albestroff                | 4     | Eugène Thomas            | -     |
| Canton de Château-Salins           | 4     | Claude Cornet            | DVD   |
| Canton de Delme                    | 4     | Brice Lerond             | UMP   |
| Canton de Dieuze                   | 4     | Fernand Lormant          | UMP   |
| Canton de Vic-sur-Seille           | 4     | Philippe Leroy           | UMP   |
| Arrondissement de Forbach          |       |                          |       |
| Canton de Behren-lès-Forbach       | 6     | Paul Bladt               | -     |
| Canton de Forbach                  | 6     | Laurent Kalinowski       | PS    |
| Canton de Freyming-Merlebach       | 6     | Laurent Kleinhentz       | PS    |
| Canton de Grostenquin              | 7     | Claude Bitte             | UMP   |
| Canton de Saint-Avold-1            | 7     | André Berthol            | -     |
| Canton de Saint-Avold-2            | 7     | André Wojciechowski      | -     |
| Canton de Stiring-Wendel           | 6     | Jean-Claude Holtz        | DVD   |
| Arrondissement de Metz-Campagne    |       |                          |       |
| Canton d’Ars-sur-Moselle           | 2     | Jean-Claude Wannenmacher | PS    |
| Canton de Maizières-lès-Metz       | 1     | Gérard Terrier           | PS    |
| Canton de Marange-Silvange         | 1     | Marcel Klammers          | PS    |
| Canton de Montigny-lès-Metz        | 2-3   | Jean-Luc Bohl            | -     |
| Canton de Pange                    | 3     | Bernard Hertzog          | UMP   |
| Canton de Rombas                   | 8     | Jean Kiffer              | -     |
| Canton de Verny                    | 2     | Jean François            | UMP   |
| Canton de Vigy                     | 3     | Jean-Louis Masson        | DVD   |
| Canton de Woippy                   | 1     | Jean-Claude Théobald     | -     |
| Arrondissement de Metz-Ville       |       |                          |       |
| Canton de Metz-Ville-1             | 1     | Dominique Gros           | PS    |
| Canton de Metz-Ville-2             | 3     | Christiane Pallez        | -     |
| Canton de Metz-Ville-3             | 3     | Nathalie Griesbeck       | MD    |
| Canton de Metz-Ville-4             | 2     | Alain Hethener           | -     |
| Arrondissement de Sarrebourg       |       |                          |       |
| Canton de Fénétrange               | 4     | Alfred Poirot            | UMP   |
| Canton de Lorquin                  | 4     | Jean-Luc Chaigneau       | -     |
| Canton de Phalsbourg               | 4     | Patrick Reichheld        | UMP   |
| Canton de Réchicourt-le-Château    | 4     | André Perrin             | DVD   |
| Canton de Sarrebourg               | 4     | Jean-Pierre Spreng       | UMP   |
| Arrondissement de Sarreguemines    |       |                          |       |
| Canton de Bitche                   | 5     | Gilbert Maurer           | PS    |
| Canton de Rohrbach-lès-Bitche      | 5     | Daniel Zintz             | UMP   |
| Canton de Sarralbe                 | 5     | Alex Staub               | UMP   |
| Canton de Sarreguemines            | 5     | Jean-Marie Buchleit      | UMP   |
| Canton de Sarreguemines-Campagne   | 5     | Jean Karmann             | DVD   |
| Canton de Volmunster               | 5     | Jean-Louis Chudz         | NC    |
| Arrondissement de Thionville-Est   |       |                          |       |
| Canton de Cattenom                 | 9     | René Baryga              | PS    |
| Canton de Metzervisse              | 8     | Jean-Marie Aubron        | PS    |
| Canton de Sierck-les-Bains         | 9     | Jean-Marie Blanchet      | UMP   |
| Canton de Thionville-Est           | 9     | Maurice Grunwald         | -     |
| Canton de Thionville-Ouest         | 9     | Gérard Kiffer            | PS    |
| Canton d’Yutz                      | 9     | Patrick Weiten           | DVD   |
| Arrondissement de Thionville-Ouest |       |                          |       |
| Canton d’Algrange                  | 10    | René Gori                | PS    |
| Canton de Fameck                   | 8     | Gérard Lamm              | PS    |
| Canton de Florange                 | 10    | Michel Paradeis          | PS    |
| Canton de Fontoy                   | 10    | Jacky Aliventi           | PS    |
| Canton d'Hayange                   | 10    | Philippe David           | PS    |
| Canton de Moyeuvre-Grande          | 10    | Luc Corradi              | PCF   |